# Павол Недо
Павол Недо (в.-луж. Pawoł Nedo; 1 листопада 1908 року, село Котєци, Воспорк, Німеччина — 24 травня 1984 року, Лейпциг, Німеччина) — лужицький педагог, професор, етнограф і громадський діяч. Голова лужицького культурно-громадського товариства «Домовіна» (1933—1950).

## Життєпис
Народився 1 листопада 1908 року в лужицької селі Котєци біля міста Вайсенберг. Після закінчення початкової школи навчався в середній школі в Бауцені, яку закінчив в 1928 році. Потім навчався до 1932 року в Лейпцізькому університеті, де вивчав етнологію, педагогіку і німецьку філологію. З 1932 по 1937 рік був учителем у сербських селах Клюкш, Хвачіци таі Ракойди. Після приходу до влади нацистського режиму був призначений місцевою владою «технічним радником з питань вендійської культури». На з'їзді членів «Домовіни», який відбувся 27 грудня 1933 року, закликав підтримувати нацистський режим. На цьому ж з'їзді був одностайно обраний головою лужицької громадської організацією «Домовіна». З 1932 по 1934 рік був директором Сербського музею, який розташовувався в Сербському домі в Бауцені.
В 1937 році вступив до Націонал-соціалістичного союзу вчителів. У своїй діяльності, як представник зареєстрованої лужицької організації, намагався домовитися з нацистською владою про пом'якшення державного тиску на лужичан. Після того, як відмовився внести зміни до статуту «Домовіни», що «венди повинні говорити німецькою», організація була заборонена 18 березня 1937 року.
Пізніше залишив викладацьку діяльність і переїхав до Берліна, де почав працювати в польському банку. Мав контакти з польською розвідкою, за що був заарештований. У листопаді 1939 року вийшов на волю і став працювати секретарем. Наприкінці листопада 1944 року був знову заарештований і утримувався в ув'язненні до закінчення другої світової війни.
Повернувшись у Лужицу, став займатися викладацькою діяльністю. Був призначений членом ради із шкільної освіті округу Бауцен. У 1945 році займався відновленням діяльності «Домовіни». Влітку 1945 року вступив до Комуністичної партії Німеччини.
У 1946 році був одним з ініціаторів створення Серболужицького педагогічного інституту. 14 жовтня 1948 року за його ініціативою були засновані перші радіопередачі лужицькими мовами. Пізніше працював у Саксонському міністерстві освіти в Дрездені. Разом з Паволом Новотним брав участь в організації Інституту сербського народознавства в Бауцені. Був першим директором Інституту сорабстики (до 1964 року).
У 1959 році став професором Лейпцизького університету, де займався лужицькою етнографією. У 1964 році став професором етнографії та фольклору в університеті імені Гумбольдта в Берліні. Був також директором Інституту етнології і німецького фольклору. З 1953 року по 1968 рік був головою Відділу етнографії Академії наук НДР.
У 1968 році вийшов на пенсію за станом здоров'я, після чого активно займався вивченням народного лужицького костюма.
Помер 24 травня 1984 року в Лейпцигу.

## Нагороди
- Премія імені Якуба Чишинського (1958);
- Срібний орден «За заслуги перед Вітчизною» (1978[3]);
- Золотий орден «За заслуги перед Вітчизною» (1983)[4].